# 위치
위치(位置) 또는 장소(場所)는 지구 표면의 지점이나 면적을 식별하기 위해 사용되는 지리학 용어이다. 아파트 등 부동산의 경우, 지리적 요소(접근성)에 환경적 요인이 더해진 입지(立地)라는 용어를 쓰기도 한다. "위치"라는 용어는 일반적으로 장소보다 확실성이 더 높으며 장소의 경우 모호한 경계의 실체를 가리키며 기하학보다 장소의 정체성(place identity), 장소감(sense of place)에 대한 사람, 사회적 특성에 더 의존한다.

## 위치와 장소의 종류

### 상대적 위치
상대적 위치는 다른 지역에서부터 떨어진 위치로 기술된다. 한 예로 "시애틀에서 북서쪽으로 3마일"이라고 이야기할 수 있다.

### 절대적 위치
절대적 위치는 직교 좌표계에서 특정한 고도와 경도 쌍을 사용하여 지정된다.

## 같이 보기
- 지리 좌표계
- GPS